# Enderlin
Enderlin è un centro abitato (city) degli Stati Uniti d'America, situato fra la Contea di Ransom e la Contea di Cass nello Stato del Dakota del Nord. Nel censimento del 2000 la popolazione era di 947 abitanti. La città è stata fondata nel 1891. Il nome deriva dal tedesco End der line, e indicava il termine di una via ferroviaria.

## Geografia fisica
Secondo i rilevamenti dell'United States Census Bureau, la località di Enderlin si estende su una superficie di 3,70 km², tutti occupati da terre.

## Popolazione
Secondo il censimento del 2000, a Enderlin vivevano 947 persone, ed erano presenti 233 gruppi familiari. La densità di popolazione era di 259 ab./km². Nel territorio comunale si trovavano 481 unità edificate. Per quanto riguarda la composizione etnica degli abitanti, il 95,88% era bianco, lo 0,32% era afroamericano, lo 0,42% era nativo e lo 0,32% proveniva dall'Asia. Lo 0,95% apparteneva ad altre razze, mentre il 2,11% apparteneva a due o più. La popolazione di ogni razza ispanica corrispondeva al 2,32% degli abitanti.
Per quanto riguarda la suddivisione della popolazione in fasce d'età, il 22,8% era al di sotto dei 18, il 5,5% fra i 18 e i 24, il 23,4% fra i 25 e i 44, il 22,6% fra i 45 e i 64, mentre infine il 25,7% era al di sopra dei 65 anni di età. L'età media della popolazione era di 44 anni. Per ogni 100 donne residenti vivevano 98,8 maschi.